# 사이버탐험대 쟈니퀘스트
사이버탐험대 쟈니퀘스트(The Real Adventures of Jonny Quest 또는 Jonny Quest: The Real Adventures)는 해나 바베라에서 제작한 미국의 TV 애니메이션 시리즈로 1996년 8월 26일부터 1997년 4월 16일까지 카툰 네트워크에서 방영되었다.
대한민국에서는 1996년에 KBS에서 방영되었다.

## 등장인물
- 자니 퀘스트
- 하지
- 제시 바논
- 레이스 바논
- 벤턴 퀘스트 박사
- 반디트